# Furesti
Furesti, hrvatski dokumentarni film iz 1967. godine. Dio je kultnog serijala Televizije Zagreb Objektiv 350. U dokumentarcu tadašnji stanovnici stare dubrovačke gradske jezgre komentiraju sve masovniji turizam u Dubrovniku, te gužvu i buku koju stvara veliki broj turista.